# Blutaparon rigidum
Blutaparon rigidum là một loài thực vật thuộc họ Amaranthaceae. Đây là loài đặc hữu của Ecuador.